# Jakob + MacFarlane
Pour les articles homonymes, voir MacFarlane.
Jakob + MacFarlane est une agence d'architecture dirigée par Dominique Jakob (née en 1966) et Brendan MacFarlane (né en 1961), fondée en 1992 et installée à Paris.

## Historique de l'agence et de ses fondateurs
Brendan MacFarlane, né à Christchurch en Nouvelle-Zélande le 13 septembre 1961, est diplômé en architecture au Southern California Institute of Architecture (en) (Sci–Arc) à Los Angeles en 1984, puis à l'université Harvard en 1990. Dominique Jakob est née à Paris le 26 août 1966. Elle est diplômée de l’École d’architecture de Paris-Villemin (devenue depuis École nationale supérieure d'architecture de Paris-Val de Seine) en 1991. 
En 1992, ils fondent à Paris l’agence Jakob + MacFarlane. Brendan MacFarlane mène en parallèle une carrière d'enseignant à l'université Harvard et au Sci–Arc de Los Angeles, ainsi qu’à la Bartlett School of the Built Environment de l'University College de Londres et à l’École spéciale d'architecture de Paris. Dominique Jakob pour sa part a également enseigné dans cette l’école ainsi qu'à l'école Paris-Villemin.
Leur architecture se caractérise par une utilisation intensive de l'outil numérique et de techniques de construction et matériaux non standards mettant ainsi en œuvre à plusieurs reprises les principes de distorsions de trames. Leurs projets les plus marquants sont le restaurant George au Centre Pompidou ou encore Les Docks, cité de la mode et du design, sur les bords de Seine à Paris.

## Principales réalisations

Cube orange Lyon-confluence.

- Maison T à La Garenne-Colombes, 1994-1998
- Monument à la mémoire et à la paix à Val-de-Reuil, 1996[4]
- Restaurant George au Centre Pompidou, 1998-2000
- Restructuration du Théâtre Maxime-Gorki, Petit-Quevilly, 1998-2004
- Librairie Florence Loewy[5], Paris, 2001
- Restructuration du Centre de communication de Renault, Boulogne-Billancourt, 2001-2004
- Ensemble de 100 logements sociaux Hérold, Paris, 2003-2008
- Les Docks, cité de la mode et du design, Paris, 2008-2012
- Le Cube Orange, Lyon, 2005-2010
- Les Turbulences, FRAC Centre, Orléans, 2013
- Le siège mondial d’Euronews TV, Lyon, 2014
- Editions de Parfums Frédéric Malle boutique, Paris, 2016
- Conservatoire municipale Nadia et Lili Boulanger, Noisy-le-Sec, 2017
- Méary, centre des recherches biomédicaux, Université Paris Diderot – Hôpital Saint-Louis, 2017
- Maison Connectée, Boulogne-Billancourt, 2018
- Cinéma Le Ciné, Pont-Audemer, 2020
- Campus de l'Université Française d'Egypte, El Shorouk, Le Caire, en cours

## Prix
- Globe de cristal du meilleur architecte 2007
- Prix femme architecte, Association pour la recherche sur la ville et l’habitat, pour Dominique Jakob, 2019[6]

## Expositions
Plusieurs expositions leur ont été consacrées : 
- en 1996 : Galerie Philippe Uzzan, Paris ; Institut de Bellas Artes, Mexico
- en 1997 : Arc en Rêve, Bordeaux ; Pavillon de l'Arsenal, Paris ; Bartlett School Gallery
- en 2014 : « The Invisible Drawing » à la School Gallery, Paris[7]
- en 2015 : De la Cité à Confluence 2 fleuves, 3 bâtiments ; Les Docks – Cité de la Mode et du Design, Paris[8]
- en 2017 : Aedes Architecture Forum, Berlin, Cologne, Bordeaux

Plusieurs dessins, maquettes et éléments de prototypes de leurs créations sont conservés au Centre Pompidou-Musée national d'art moderne / Centre de création industrielle.